# Procap
 (février 2022).
Procap est une association suisse d'entraide destinée aux personnes avec handicap. Elle compte près de 23 000 membres répartis dans plus de 40 sections locales et 30 groupes sportifs.

## Historique

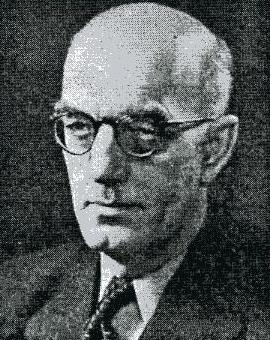
Henri Pavid (1893-1949).

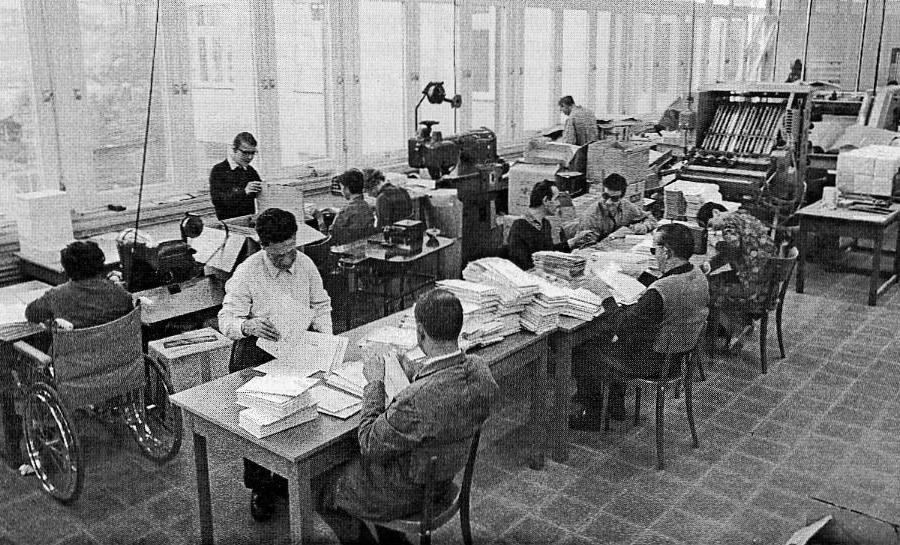
L'atelier d'occupation à La Chaux-de-Fonds (1967).

Procap est fondée en 1930 à Olten par Henri Pavid (1893-1949) sous le nom d’Association suisse des invalides (ASI) pour défendre les intérêts des personnes avec handicap,.
La principale ressource de l'association jusqu'en 1960 a été la vente de son almanach, qui est imprimé jusqu'à 25 000 exemplaires en 1932. Le siège romand de l'association est créé le 1er avril 1954 par les sections de La Chaux-de-Fonds et du Locle[réf. nécessaire]. Le premier atelier d'occupation s'ouvre le 1er janvier 1962 à La Chaux-de-Fonds et comprend cinq personnes[réf. nécessaire].
La Fédération des groupes sportifs ASI (aujourd'hui : Procap Sport) est créée le 24 avril 1960. Sa tâche est de développer l'activité du sport dans les sections. Elle organise ainsi des cours de moniteurs et des journées sportives, des journées régionales en Suisse alémanique et en Suisse romande, alternant chaque année avec des journées nationales.
En 2002, l'association est renommée Procap.[réf. nécessaire]

## Structure
Procap compte en 2022 environ 23 000 membres répartis dans 40 sections régionales. La plus grande section est celle de Berne, qui compte plus de 3 000 membres, et la plus petite celle de Vallée de Joux-Vallorbe, avec 36 membres.
En tant qu’association d’utilité publique, Procap vit des dons qu’elle reçoit. Près de 100 000 donateurs la soutiennent régulièrement,.